# Torroella de Fluvià
Torroella de Fluvià è un comune spagnolo di 399 abitanti situato nella comunità autonoma della Catalogna.